# Étienne Fouvry

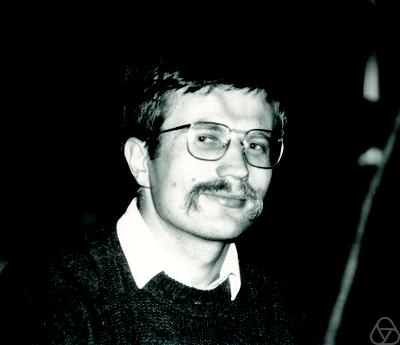
Étienne Fouvry

Étienne Fouvry ist ein französischer Mathematiker, der sich mit analytischer Zahlentheorie beschäftigt.
Fouvry studierte ab 1972 an der École normale supérieure und wurde 1981 an der Universität Bordeaux bei Henryk Iwaniec (und Jean-Marc Deshouillers) promoviert (Repartitions des suites dans les progressions arithmetiques). Er ist Professor an der Universität Paris-Süd in Orsay.
Fouvry wandte Methoden der analytischen Zahlentheorie auf die Vermutung von Fermat an. Darauf aufbauend konnten Roger Heath-Brown und Leonard Adleman 1985 beweisen, dass der erste Fall von Fermats Vermutung für unendlich viele Primzahlen zutrifft. Ein zahlentheoretisches Ergebnis von Fouvry aus seinem Inventiones Mathematicae Aufsatz von 1985 war auch ein wichtiger Baustein in dem Beweis Prime is in P von Manindra Agrawal, Kayal und Saxena (2001).
Mit Iwaniec erzielte er tiefdringende Ergebnisse über Primzahlen in arithmetischen Folgen über das Bombieri-Vinogradov-Theorem hinaus, mit Anwendungen in der Theorie der Primzahlzwillinge. Sie verwendeten dafür Abschätzungen von Kloosterman-Summen nach Jean-Marc Deshouillers und Iwaniec.
Neben analytischer Zahlentheorie beschäftigt sich Fouvry auch mit algebraischer und algorithmischer Zahlentheorie, zum Beispiel mit Cohen-Lenstra Heuristiken.
Für 2021 wurde Fouvry der Sophie-Germain-Preis der Académie des sciences zugesprochen.

## Schriften
- Cinquante Ans de Theorie Analytique des Nombres - Un point de vue parmi d'autres: celui des methodes de crible. In: Jean-Paul Pier (Herausgeber): Development of Mathematics 1950–2000. Birkhäuser 2000
- Sur le premier cas du théorème de Fermat. Seminaire de Theorie des Nombres de Bordeaux 1984, Online